# 2017年9月中国大陆

## 9月1日
- 第十二届全国人民代表大会常务委员会召开全体会议，表决通过《中华人民共和国国歌法》，新法律于2017年10月1日起实施[1]。
- 工业和信息化部公布修订后的《互联网域名管理办法》[2]。
- 上海市公安局松江分局警员于查交通违章中对带幼童女事主背摔过程短片曝光受到公众关注，之后警员被停止执行职务[3]。

## 9月2日
- 2017年中国朝鲜族灯光节在吉林省延边州延吉市开幕。[4]

## 9月3日
- 2017年金砖国家峰会在厦门开幕。
- 百余名穆斯林人士就前一天发生的古冶清真寺阿訇杨振峰在205国道东出口違建收费站被殴打一事[5]集體到唐山市开平区政府申訴引發衝突。[6]

## 9月7日
- 国家互联网信息办公室印发《互联网群组信息服务管理规定》，声明将于2017年10月8日正式施行，《规定》要求互联网群组建立者、管理者应当履行群组管理责任，依据法律法规、用户协议和平台公约，规范群组网络行为和信息发布，构建文明有序的网络群体空间。互联网群组成员在参与群组信息交流时，应当遵守相关法律法规，文明互动、理性表达。[7]

## 9月11日
- 湖南省岳阳市中级法院开庭审理彭宇华、李明哲涉嫌颠覆国家政权罪案，审判结果择期宣布[8]。

## 9月13日
- 1990年亚洲运动会吉祥物熊猫盼盼的原型巴斯在福建省福州大熊猫研究中心逝世，终年36岁。它是世界上最长寿的大熊猫[9]。

## 9月19日
- 政法委書記孟建柱在全国社会治安综合治理表彰会上专门谈到人工智能，表示在新业态安全监管方面，要利用人工智能原理，深入研究公共安全事件等产生演变规律，并根据其特征构建数据研判模型，增强防控工作精准度[10]。

## 9月21日
- 四川省仁寿县爆发大规模游行，民众抗议调整该县行政区划。[11]

## 9月25日
- 自即日起到28日，微信开启界面从阿波罗17号宇航员拍摄的《蓝色弹珠》，变为静止轨道气象卫星风云四号拍摄的卫星图[12]。
- 浙江省玉环市玉城街道发生重大火灾，共造成11人死亡，2人重伤。[13]

## 9月29日
- 中共中央决定给予孙政才开除党籍、开除公职处分，将孙政才涉嫌犯罪问题及线索移送司法机关依法处理[14]。